# Acanthobrama terraesanctae
Acanthobrama terraesanctae is een  straalvinnige vissensoort uit de familie van eigenlijke karpers (Cyprinidae). De wetenschappelijke naam van de soort is voor het eerst geldig gepubliceerd in 1952 door Steinitz.
De soort staat op de Rode Lijst van de IUCN als niet bedreigd, beoordelingsjaar 2014. De omvang van de populatie is volgens de IUCN stabiel.